# 2797 Teucer
2797 Teucer eller 1981 LK är en trojansk asteroid i Jupiters lagrangepunkt L4. Den upptäcktes 4 juni 1981 av den amerikanske astronomen Edward L.G. Bowell vid Anderson Mesa Station. Den är uppkallad efter Teucer i den grekiska mytologin.
Asteroiden har en diameter på ungefär 89 kilometer.